# Santa Cruz (Zambales)
Santa Cruz (Bayan ng Santa Cruz) är en kommun i Filippinerna. Kommunen ligger på ön Luzon, och tillhör provinsen Zambales. Folkmängden uppgår till 49 269 invånare.
Santa Cruz är indelat i 28 barangayer.